# Auerhahn-Brauerei

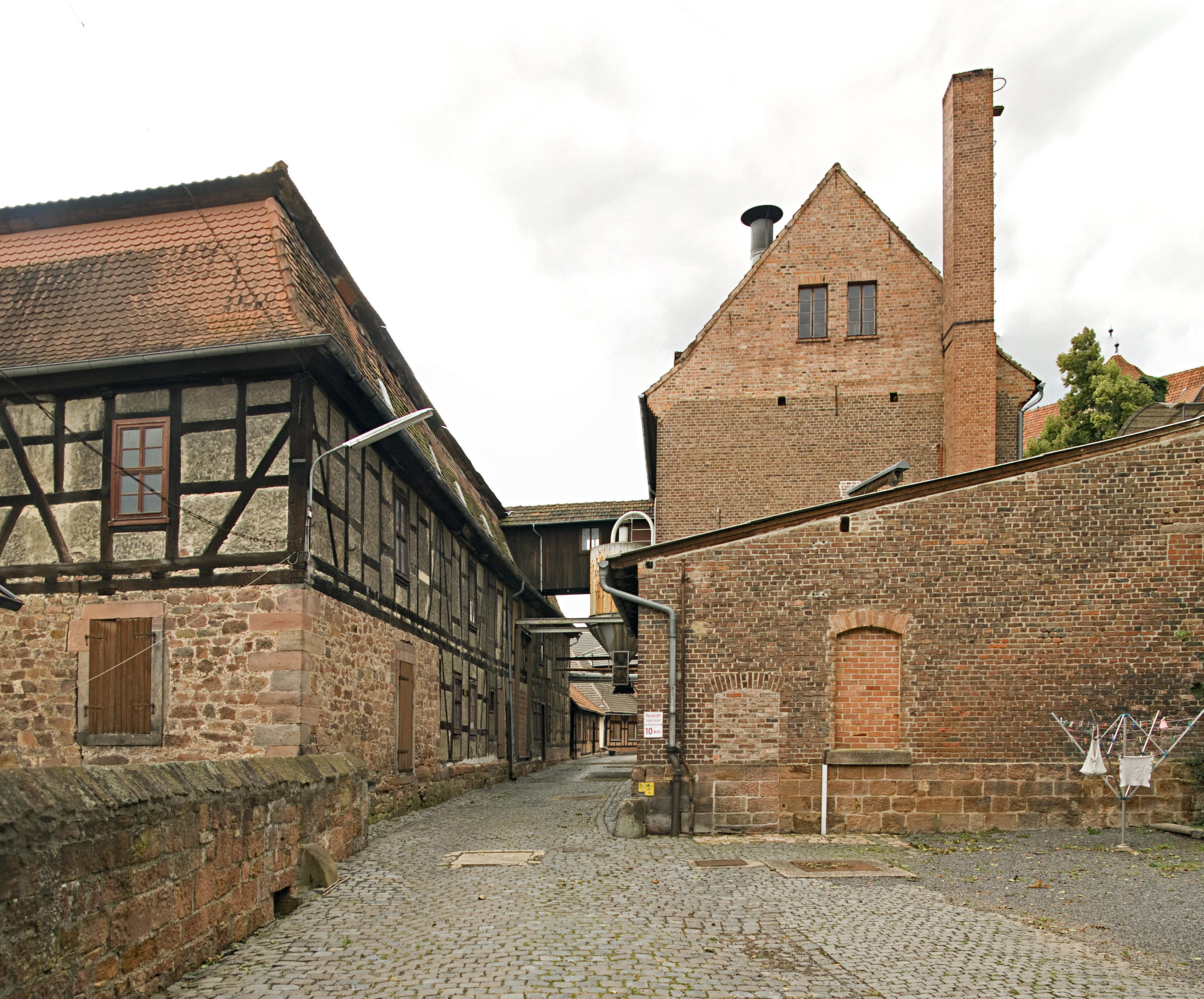
Auerhahn-Brauerei

Die Auerhahn-Brauerei war eine Bierbrauerei in Schlitz.

## Gründung und Unternehmensgeschichte
Die Gründung der Schlitzer Auerhahn-Brauerei ist nicht eindeutig belegt. Erstmals erwähnt wird sie im Jahre 1585 als Brauerei der Herren von Schlitz im Ortsteil Sandlofs. Ab 1684 sind fünf Brauereien in Schlitz urkundlich belegt.
Im Jahre 1721 wurden die fünf Brauereien unter Friedrich Wilhelm von Schlitz zu einer Brauerei zusammengeführt. Die neue Brauerei wurde unterhalb der Schachtenburg am Stadtberg errichtet.
Das Brauereigebäude in Schlitz wird nicht mehr als Brauerei genutzt. Seit 1998 werden die Biere der Auerhahn-Brauerei in der Lauterbacher Burgbrauerei im benachbarten Lauterbach gebraut.
2015 übernahm die Lauterbacher Burgbrauerei – Auerhahn Bräu Schlitz die Alsfelder Brauerei.
Das Auerhahn Pils wurde von der DLG mehrere Male ausgezeichnet.
Das Schlitzer Altbierfest fand 2004 zum ersten Mal statt. Es wird in geraden Jahren im Juli auf dem Gelände der ehemaligen Brauerei in Schlitz veranstaltet.

## Biersorten
- Auerhahn Pils 4,9 % alc., 11,7 % Stammwürze
- Urhahn Helles Alt 4,9 % alc., 11,6 % Stammwürze (Helles Altbier nach „Kölscher“ Brauart)[5]

## Ehemalige Biersorten

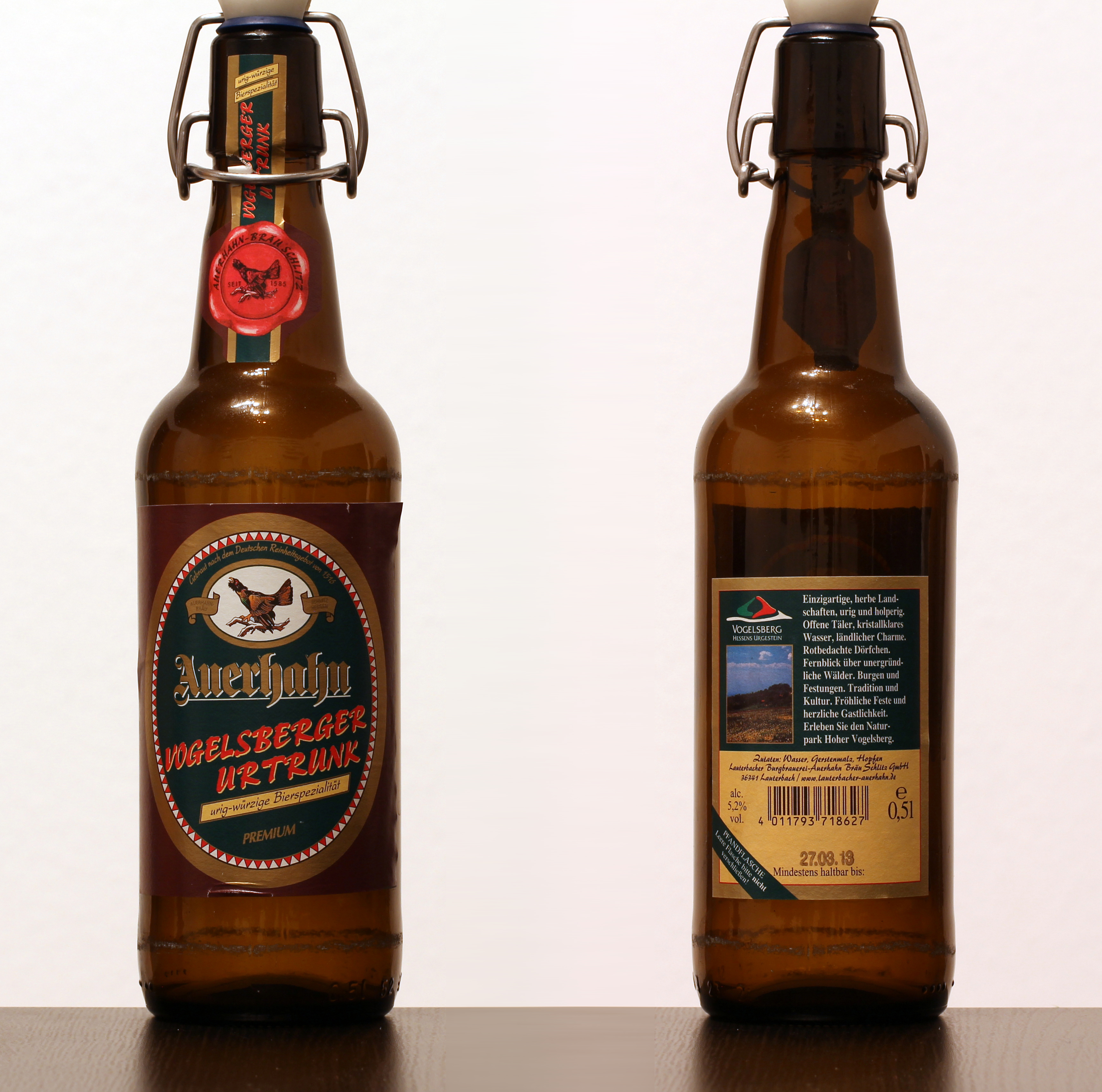
Auerhahn Vogelsberger Urtrunk

- Vogelsberger Urtrunk 4,9 % alc., 11,8 % Stammwürze
- Auerhahn Dark 4,9 % alc., 11,7 % Stammwürze
- Auerhahn Export 5,3 % alc., 12,6 % Stammwürze
- Auerhahn Bütten Alt 4,9 % alc., 11,6 % Stammwürze